# GS Yuasa

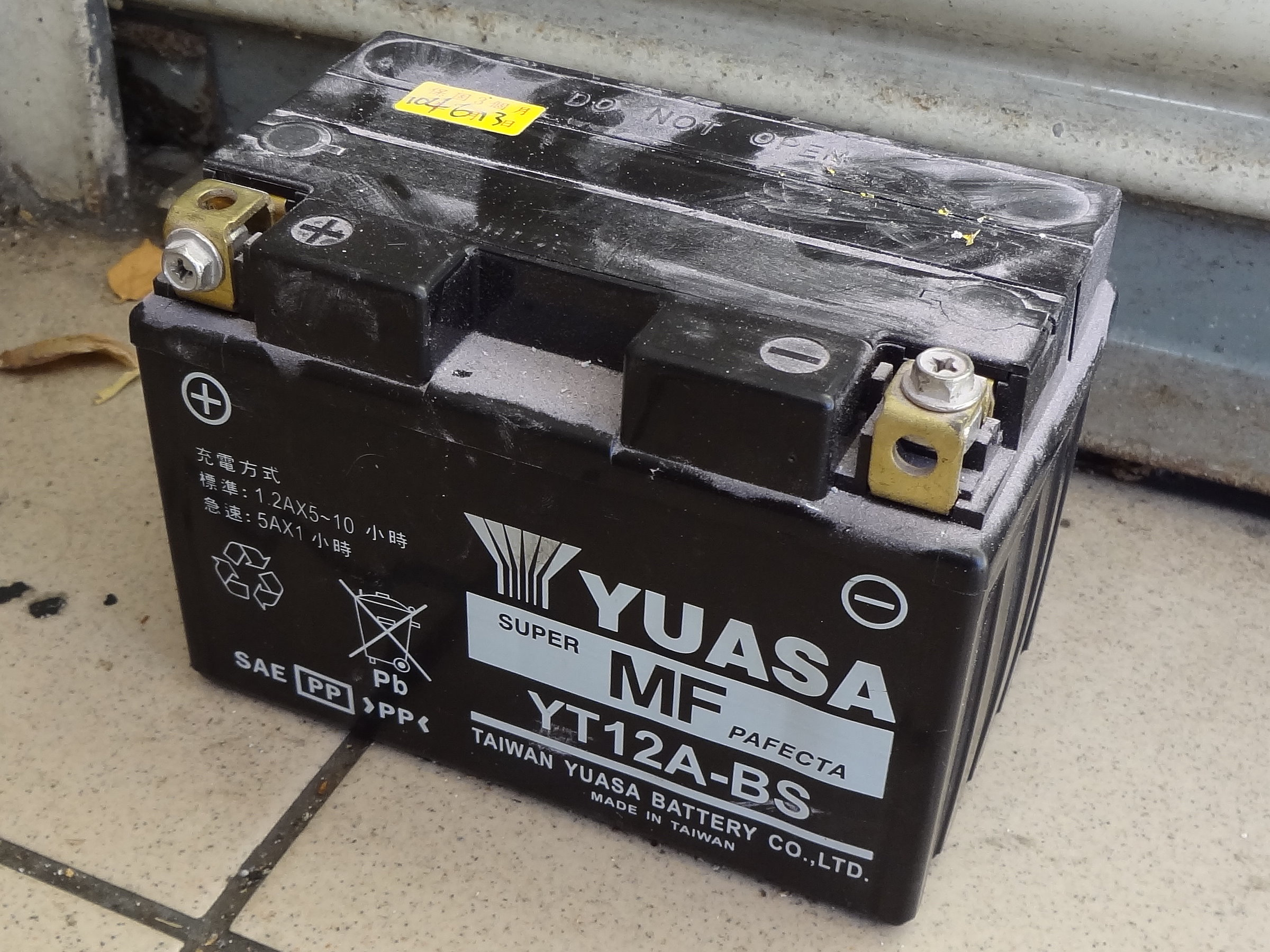
Batería Yuasa.

GS Yuasa Corporation (株式会社ジーエス·ユアサ Kabushiki-gaisha GS Yuasa Kōporēshon ? ) (TYO: 6674) es una empresa japonesa que fabrica baterías de plomo-ácido para automóviles y motocicletas.
GS fue establecida en 1917 y sus siglas que comprenden las iniciales de Genzou Shimadzu (nombre del fundador de Japan Storage Battery, a su vez fundador de Shimadzu Corporation).